# Mangaung
Mangaung – obszar metropolitalny w Republice Południowej Afryki, w prowincji Wolne Państwo. Siedzibą administracyjną obszaru metropolitalnego jest Bloemfontein.
Do 2011 roku Mangaung było gminą w dystrykcie Motheo.

## Współpraca
Miejscowość partnerska:
- Gandawa, Belgia